# Cacciatrice interrotta
Cacciatrice Interrotta è un volume di fumetti incentrato sulle avventure di Buffy Summers, la Cacciatrice di vampiri protagonista della serie televisiva Buffy l'ammazzavampiri.
Questo paperback racchiude i numeri della serie regolare che vanno dal 55 al 59 e fa parte della cosiddetta trilogia "Pre-Sunnydale", fumetti ambientati prima dell'inizio della serie televisiva (Viva Las Buffy!, questo e Un paletto nel cuore nell'ordine), storie che sono state riconosciute come canoniche (cioè conformi con quanto narrato nel telefilm) da Joss Whedon, il creatore della serie, e il suo staff.
In questo volume viene narrato un capitolo della storia di Buffy solo parzialmente esplorato da Whedon nell'episodio Di nuovo normale (6x16) della sesta stagione: ci viene mostrato quando e come la Cacciatrice, al ritorno da Las Vegas, abbia vissuto per un certo tempo in cura all'interno di un ospedale psichiatrico. Contemporaneamente viene anche spiegato come Rupert Giles venga reintegrato nel Consiglio degli Osservatori e assegnato come Osservatore di Buffy.

## Trama

### Prologo: Dawn e l'orso Hoopy
- Testi : Paul Lee
- Disegni : Paul Lee
- Inchiostri : Paul Lee
- Colori : Paul Lee
- Prima pubblicazione USA: Buffy the Vampire Slayer #55 (marzo 2003)

Un demone progetta di uccidere la Cacciatrice fondendo una creatura chiamata D'Jinn con un "ricettacolo" dall'aspetto innocente che esaudirà i suoi desideri fino a travolgerla. Per far questo un adepto del demone compie un rituale e usa come "ricettacolo" un pupazzo di orso chiamato Hoopy. Buffy si trova ancora a Las Vegas e la madre Joyce non presta le dovute attenzioni a Dawn permettendole di giocare liberamente a videogiochi violenti sull'uccisione di mostri. Quando l'adepto si reca a casa Summers, per consegnare l'orso Hoopy alla Cacciatrice, si trova sulla porta una Dawn particolarmente entusiasta per aver appena sconfitto un mostro potente senza accennare che si trattava di un videogioco. Sentendo questa storia, l'adepto si convince che la Cacciatrice è Dawn e gli consegna il pupazzo. Hoopy diventa subito un inseparabile compagno per Dawn, trasformandosi in un gigantesco orso reale e realizzando i desideri di compagnia e di difesa della bambina. In maniera inconsapevole Dawn spinge l'orso ad attaccare un compagno di scuola (colpevole di aver cercato di portarglielo via), una commessa di un negozio di bambole (perché la madre aveva rifiutato di comprargliene una), lo stesso adepto, quando si accorge dell'errore e cerca di riprendersi il pupazzo, e infine i suoi stessi genitori perché l'hanno messa in castigo per essere uscita di casa senza permesso. Quando Hoopy attacca Joyce e Hank, Dawn desidera che smetta così, dopo essersi auto-ferito, l'orso fugge per sempre.
- Curiosità. L'orso Hoopy era già comparso nel fumetto 46 Ritiro della serie regolare (mai pubblicato in Italia così come il paperback La morte di Buffy dove è stato inserito) ambientato nella sesta stagione televisiva ma non veniva spiegato il motivo del suo insolito interessamento per Dawn a cui ora finalmente possiamo dare risposta.

### Cacciatrice Interrotta: atto 1
- Testi : Scott Lobdell e Fabian Nicieza
- Disegni : Cliff Richards
- Inchiostri : Will Conrad
- Colori : Dave McGaig
- Prima pubblicazione USA: Buffy the Vampire Slayer #56 (aprile 2003)

Dawn sta leggendo il diario segreto della sorella e rimane talmente sconvolta dal resoconto sulle uccisioni che la Cacciatrice ha effettuato da informare immediatamente la madre.
Buffy ritorna a casa e i genitori non la rimproverano per essere fuggita ma gli mostrano preoccupati il suo diario. Il giorno dopo, Quentin Travers accompagna Giles a Blackshed, in Irlanda, e gli dice di entrare da solo in una caverna dove viene colpito alle spalle da un uomo che dice di essere lo "Squartatore". Buffy, durante una passeggiata, si trova ad attaccare un demone che ha aggredito una ragazza. Prova a impalettarlo ma non ottiene risultato poiché non è un vampiro. Sarà lo stesso demone a spiegarle come dovrebbe essere ucciso e Buffy lo elimina prontamente scoprendo così per la prima volta che la sua missione di Cacciatrice non è limitata ai soli vampiri. Al rientro a casa, Buffy trova ad attenderla il dottor Stone, medico del manicomio dove viene accompagnata rassegnata dai genitori.

### Cacciatrice Interrotta: atto 2
- Testi : Scott Lobdell e Fabian Nicieza
- Disegni : Cliff Richards
- Inchiostri : Will Conrad
- Colori : Dave McGaig e Lisa Gonzales
- Prima pubblicazione USA: Buffy the Vampire Slayer #57 (maggio 2003)

Buffy sta affrontando una terapia di gruppo dove racconta liberamente tutta la sua storia di Cacciatrice e di vampiri. Non viene creduta da nessuno se non da una ragazza, April, che dichiara di essere la sposa di Rakagore, il signore delle notti che tramite le sue spose mangia le anime di uomini giusti. In mensa la ragazza affronta Buffy e le chiede di ucciderla perché consapevole di essere malvagia. Al suo rifiuto, April si scaglia contro Buffy ma viene immobilizzata dai membri dell'ospedale psichiatrico. Giles si risveglia dopo il colpo subito alla testa e si ritrova di fronte lo "Squartatore", cioè sé stesso vent'anni prima. I due lottano e l'esperienza del maturo Giles ha la meglio sull'irruenza del giovane squartatore.
Mentre Buffy è a colloquio con la dottoressa Primrose, a cui confessa che si trova li perché non vuole essere la Cacciatrice, April viene condotta dal dottor Stone che si rivela essere Rakagore.
- Curiosità: un'intera pagina senza dialoghi ci mostra cosa sta avvenendo contemporaneamente a Sunnydale; fanno la loro prima comparsa cronologica Cordelia Chase, Harmony Kendall e Willow Rosenberg.

### Cacciatrice Interrotta: atto 3
- Testi : Scott Lobdell e Fabian Nicieza
- Disegni : Cliff Richards
- Inchiostri : Will Conrad
- Disegni : Dave McGaig
- Prima pubblicazione USA: Buffy the Vampire Slayer #58 (giugno 2003)

Buffy sta raccontando alla dottoressa Primrose le favole che il padre le raccontava da piccola, dopodiché si sottopone al test dell'associazione delle parole; si autoconvince così di non essere la Cacciatrice. In mensa, Buffy chiede notizie di April e scopre che è stata misteriosamente dimessa da tre giorni. In quel momento irrompe proprio il padre di April, furioso con il dottor Stone per averla dimessa non guarita e raccontandogli di come la ragazza abbia aggredito un bambino e poi, pentita, tentato di suicidarsi. Buffy, che ha ascoltato la conversazione ed è appena stata invitata da un'altra paziente a unirsi alla setta delle spose di Rakagore, incomincia a insospettirsi. Giles si rende conto di aver superato la prova di Blackshed (affrontare ed esorcizzare i propri demoni interiori) ma sa che per essere d'aiuto alla Cacciatrice non deve rifiutare il suo passato. Serve piuttosto equilibrio fra rabbia e ragione e, per ottenerlo, si fonde con il suo giovane alter ego. Buffy si reca dalla dottoressa Primrose: il dubbio che la storia della Cacciatrice sia vera, rafforzata dalla richiesta di aiuto che le aveva rivolto April, sono indici di sanità mentale e la psichiatra la informa che sarà dimessa l'indomani. Nel frattempo ha inizio un nuovo rituale delle spose di Rakagore.

### Cacciatrice Interrotta: atto 4
- Testi : Scott Lobdell e Fabian Nicieza
- Disegni : Cliff Richards
- Inchiostri: Will Conrad
- Disegni : Dave McGaig e Lisa Gonzales
- Prima pubblicazione USA: Buffy the Vampire Slayer #59 (luglio 2003)

Buffy interrompe il rito di matrimonio delle spose di Rakagore ma non riesce a sconfiggere il demone. Si sveglia il giorno successivo legata nella camicia di forza davanti alla dottoressa Primrose che le confessa di sapere tutto e di essere stata l'Osservatrice della precedente Cacciatrice. Rakagore attacca la psichiatra ma stavolta Buffy, con l'aiuto di un'ascia lanciatagli dalla dottoressa, riesce ad annientare il demone che si nascondeva con le sembianze del dottor Stone. Primrose spiega alla ragazza che non deve rifiutare il ruolo di Cacciatrice, se non vuole avere vita breve, ma esserne orgogliosa e convinta e l'accompagna all'uscita dell'ospedale psichiatrico. Nel frattempo il Consiglio degli Osservatori celebra il nuovo Osservatore e Quentin fornisce a Giles le informazioni sulla sua destinazione: in perfetto stile inglese, Giles è alquanto deluso di doversi recare in una bizzarra cittadina chiamata Sunnydale e guidare una ragazza dal nome, per lui, tanto strano di Buffy.
- Curiosità: Rakagore informa Buffy che ai tempi dell'Impero Romano era conosciuto con il nome "Glorificus"; questo è in contraddizione con quanto narrato nella quinta stagione, quando viene spiegato che "Glorificus" è l'antico nome di Glory, il dio che cerca di sconfiggere Buffy e che in maniera evidente dimostra di non averla mai conosciuta prima. Sono chiaramente due entità diverse a cui è stato dato lo stesso nome.